# Jürgen Weitz
Jürgen Weitz (* 8. Oktober 1966 in Mannheim) ist ein deutscher Chirurg und Hochschullehrer.

## Leben
Weitz ist Sohn und Enkel der Chemiker Hans-Martin Weitz und Ernst Weitz. Er besuchte das Werner-Heisenberg-Gymnasium Bad Dürkheim. Nach dem Abitur am 14. Juli 1985 leistete er von Juli 1985 bis September 1986 Grundwehrdienst. Ab dem Wintersemester 1986/87 studierte er an der Ruprecht-Karls-Universität Heidelberg Medizin. Mit einem Stipendium des Deutschen Akademischen Austauschdienstes war er zwischenzeitlich an der Duke University in Durham (North Carolina). Seine Doktorarbeit schrieb er bei dem nachmaligen Nobelpreisträger Harald zur Hausen. 1993 wurde er in Heidelberg zum Dr. med. promoviert.

### Heidelberg
Arzt im Praktikum war er 1993–1995 in der Heidelberger Chirurgie. Bei Christian Herfarth blieb er auch für die Fachausbildung zum Chirurgen. Seit Dezember 1999 Facharzt, habilitierte er sich am 26. April 2001 für Chirurgie. Er wurde am 1. Mai 2001 Oberarzt und war ab Juli 2001 anderthalb Jahre Fellow for Surgical Oncology am Memorial Sloan Kettering Cancer Center in New York. Nach einem weiteren Jahr als Oberarzt der Heidelberger Klinik wurde er von Herfarths Nachfolger Markus W. Büchler zum 1. Januar 2004 mit der Sektionsleitung chirurgische Onkologie und der stellvertretenden Sektionsleitung Nierentransplantation betraut. 2004–2006 durchlief er in Heidelberg den Studiengang Gesundheitsmanagement, den er als Master of Science abschloss. Im Frühjahr 2005 erhielt er die Anerkennungen in Viszeralchirurgie und spezieller chirurgischer Intensivmedizin. Er wurde am 1. Juli 2005 Erster Oberarzt und kam für das Jahr 2006 durch Rotation zu Jens-Rainer Allenberg in der Gefäßchirurgie. Büchler ernannte ihn im Juli 2007 zum Geschäftsführenden und im Januar 2009 zum Leitenden Oberarzt der Heidelberger Chirurgie. Ab Oktober 2009 leitete er die von der Deutschen Forschungsgemeinschaft geförderte klinische Forschergruppe Colorectal Cancer: „From primary tumor progression towards metastases“ (KFO 227). Seit dem 1. August 2011 ist er stellvertretender Leiter der Sektion für Transplantationschirurgie, wurde er zum 15. Dezember 2011 als W3-Professor für chirurgische Onkologie berufen.

### Dresden
Zum 1. September 2012 folgte er dem Ruf der Technischen Universität Dresden auf den Lehrstuhl für Viszeral-, Thorax- und Gefäßchirurgie als Nachfolger von Hans-Detlev Saeger. Seither ist er Direktor der chirurgischen Klinik und Poliklinik im Universitätsklinikum Carl Gustav Carus Dresden. Seit Januar 2016 sitzt er im geschäftsführenden Direktorium des Nationalen Centrums für Tumorerkrankungen Dresden (NCT/UCC).

## Arbeitsgebiete
Weitz hat sich auf die operative Behandlung von Erkrankungen des Verdauungssystems (Speiseröhre, Magen, Darm, Enddarm, Bauchspeicheldrüse, Bauchfell, Galle und Leber) und von Sarkomen spezialisiert. Der Schwerpunkt liegt dabei auf der Tumorchirurgie, der Anwendung minimal-invasiver und robotischer Operationsverfahren und der Transplantationschirurgie. Wissenschaftlich beschäftigt er sich mit Fragen der Tumorprogression, der Entwicklung von prognostischen und prädiktiven Faktoren bei gastrointestinalen Karzinomen sowie der Robotik, Navigation und der Anwendung Künstlicher Intelligenz in der chirurgischen Onkologie. Er ist Mitautor von über 400 Publikationen und zahlreichen Buchkapiteln.

## Mitgliedschaften
- Deutsche Gesellschaft für Chirurgie
- Mitteldeutsche Chirurgenvereinigung[7]
- Chirurgische Arbeitsgemeinschaft Onkologie
- Deutsche Gesellschaft für Allgemein- und Viszeralchirurgie
- Deutsche Krebsgesellschaft
- Society of Surgical Oncology
- Deutsche Gesellschaft für Verdauungs- und Stoffwechselkrankheiten
- International Hepato-Pancreato-Biliary Association
- Fellow (ad eundem) of the Royal College of Surgeons of England